# Цецилия Прусская
Цецилия Виктория Анастасия Цита Тира Аделаида Прусская (нем. Cecilie Viktoria Anastasia Zita Thyra Adelheid von Preußen; 5 сентября 1917, Потсдам, Пруссия — 21 апреля 1975, Кёнигштайн, Гессен) — младший ребёнок в семье кронпринца Вильгельма, член дома Гогенцоллернов.      

## Биография
Цецилия родилась 5 сентября 1917 года во дворце Цецилиенхоф в Потсдаме. Через год после её рождения, 9 ноября 1918 года, её дед Вильгельм II отрёкся от престола, и Германская империя прекратила существование.
После Ноябрьской революции в Германии, свергнувшей монархию, Цецилия покинула Потсдам с матерью Цецилией и провела первые несколько лет в замке Гогенцоллернов в силезском Эльсе. В 1932—1934 годах Цецилия поступила в женский монастырь в Хайлигенграбе, а до этого работала в берлинском архиве Гогенцоллернов. Во время Второй мировой войны Цецилия Прусская работала в аптеке потсдамского резервного лазарета, а затем сдала экзамен на медсестру в Германском Красном Кресте. С приближением советских войск к Берлину Цецилия перебралась к родне в замок Вольфсгартен.
Цецилия умерла внезапно в 1975 году во время пребывания на курорте Кёнигштайн-им-Таунус. Похоронена на небольшом семейном кладбище в Офицерском садике крепости Св. Михаила в замке Гогенцоллерн рядом с родителями.

## Личная жизнь
В 1949 году Цецилия вышла замуж за техасского дизайнера интерьеров Клайда Кеннета Харриса и уехала к нему в США. Муж Цецилии умер через восемь лет. В Амарилло родилась их единственная дочь:
- Кира Харрис (род. 20 октября 1954), 22 мая 1982 года, вышла замуж за Джона Митчеля Джонсона (род. 1951). Супруги развелись в 1993 году. У них родился один сын:
  - Филипп Луи Джонсон (род. 18 октября 1985), в ноябре 2022 года, женился на Даниэлле Марии Папермастер (род. 1990).[2] У пары есть дочь: 
    - Луиза Аделаида Джонсон (род. 25 октября 2024)[3]